# Dariusz Matosiuk
Dariusz Matosiuk – polski chemik, profesor nauk farmaceutycznych, wykładowca Uniwersytetu Medycznego w Lublinie, prorektor ds. nauki tej uczelni w latach 2012-2020.

## Życiorys
W 1982 ukończył chemię na UMCS i podjął pracę w Zakładzie Syntezy i Technologii Chemicznej Środków Leczniczych, gdzie obronić pracę doktorską doktorat Synteza pochodnych kwasu imidazo[1,2-a]pirymidyno-6-karboksylowego pod kierunkiem prof. Tadeusza Tkaczyńskiego. Habilitował się na podstawie rozprawy Synteza oraz ocena aktywności w ośrodkowym układzie nerwowym nowych karbonylowych pochodnych imidazoliny. Obecnie pełni funkcję kierownika tej katedry.

## Działalność naukowa
Współautor licznych publikacji o łącznym IF ponad 320, promotor 6 prac doktorskich. Członek zarządu Ogólnopolskiej Sekcji Chemii Medycznej Polskiego Towarzystwa Farmaceutycznego. W 2022 otrzymał nagrodę Ministra Zdrowia za znaczące osiągnięcia w zakresie działalności wdrożeniowej. Jest członkiem Komisji ds. Oceny Działalności Naukowej Instytutu Agrofizyki im. B. Dobrzańskiego PAN.

## Odznaczenia
- Srebrny Krzyż Zasługi (2009)[9]